# موتور خداداد شه‌بخش
موتور خداداد شه‌بخش یا خدابحش روستایی در دهستان شورو بخش کورین شهرستان زاهدان استان سیستان و بلوچستان ایران است.

## جمعیت
بر پایه سرشماری عمومی نفوس و مسکن در سال ۱۳۹۵ جمعیت این روستا ۸۹ نفر (۲۲خانوار) بوده‌است.